# Giuvărăști
Giuvărăști là một xã thuộc hạt Olt, România. Dân số thời điểm năm 2002 là 2729 người.